# Seattle SuperSonics 1988-1989
La stagione 1988-89 dei Seattle SuperSonics fu la 22ª nella NBA per la franchigia.
I Seattle SuperSonics arrivarono terzi nella Pacific Division della Western Conference con un record di 47-35. Nei play-off vinsero il primo turno con gli Houston Rockets (3-1), perdendo poi la semifinale di conference con i Los Angeles Lakers (4-0).

## Roster
| N° | Naz.                   | Ruolo | Sportivo        | Anno | Alt. | Peso |
| -- | ---------------------- | ----- | --------------- | ---- | ---- | ---- |
| 3  | Stati Uniti (bandiera) | GA    | Dale Ellis      | 1960 | 201  | 93   |
| 4  | Stati Uniti (bandiera) | G     | Sedale Threatt  | 1961 | 188  | 79   |
| 10 | Stati Uniti (bandiera) | GA    | Nate McMillan   | 1964 | 196  | 88   |
| 15 | Stati Uniti (bandiera) | G     | Avery Johnson   | 1965 | 178  | 79   |
| 20 | Stati Uniti (bandiera) | G     | John Lucas      | 1953 | 191  | 79   |
| 23 | Haiti (bandiera)       | AC    | Olden Polynice  | 1964 | 211  | 100  |
| 31 | Stati Uniti (bandiera) | AC    | Derrick McKey   | 1966 | 206  | 93   |
| 34 | Stati Uniti (bandiera) | A     | Xavier McDaniel | 1963 | 201  | 93   |
| 35 | Stati Uniti (bandiera) | GA    | Jerry Reynolds  | 1962 | 203  | 91   |
| 40 | Stati Uniti (bandiera) | AC    | Russ Schoene    | 1960 | 208  | 95   |
| 41 | Stati Uniti (bandiera) | A     | Mike Champion   | 1964 | 208  | 104  |
| 42 | Stati Uniti (bandiera) | A     | Greg Ballard    | 1955 | 201  | 98   |
| 44 | Stati Uniti (bandiera) | AC    | Michael Cage    | 1962 | 206  | 102  |
| 53 | Stati Uniti (bandiera) | C     | Alton Lister    | 1958 | 213  | 109  |

## Staff tecnico
- Allenatore: Bernie Bickerstaff
- Vice-allenatori: Bob Kloppenburg, Tom Newell